# Кифисья (дим)
Кифисья́ (греч. Δήμος Κηφισιάς) — община (дим) в Греции. Входит в северную часть городской агломерации Афин. Входит в периферийную единицу Северные Афины в периферии Аттика. Население — 70 600 жителей по переписи 2011 года. Площадь общины — 35,1 квадратного километра. Плотность — 2011,4 человека на квадратный километр. Административный центр — Кифисья. Димархом на местных выборах в 2014 году избран Йоргос Томакос (Γιώργος Θωμάκος).
В 2010 году по программе «Калликратис» к общине Кифисье присоединена упразднённая община Неа-Эритрея, а также сообщество Экали. Граничит на севере с общиной Дионисос, на юго-востоке — с Пендели, на юге — с Амарусионом, на юго-западе — с Ликовриси-Пефки и Метаморфосис, на северо-западе — с Ахарне.

## Административное деление

Административное деление общины:
1 — Кифисья
2 — Неа-Эритрея, Экали (справа)

Община (дим) Кифисья делится на 3 общинные единицы.
| Общинная единица | Сообщество  | Население (2011), человек | Площадь, км² |
| ---------------- | ----------- | ------------------------- | ------------ |
| Кифисья          | Кифисья     | 47 332                    | 25,937       |
| Неа-Эритрея      | Неа-Эритрея | 18 038                    | 4,831        |
| Экали            | Экали       | 5889                      | 4,332        |